# Azhagiya Thamizh Magan
Pour plus de détails, voir Fiche technique et Distribution.
Azhagiya Thamizh Magan est un film tamoul réalisé par Bharathan en 2007 et produit par Appachan. Vijay et Shriya Saran en sont les acteurs principaux tandis que Namitha, Santhanam et Sriman jouent les rôles secondaires. La musique est composée par AR Rahman. Le film est sorti le 8 novembre 2007 pour la fête de Dipavali.
C'est le premier film dans lequel Vijay joue aux côtés de Shriya, et aussi la première fois qu'il interprète un double rôle.
Ce film masala bénéficie d'un gros budget et d'une promotion agressive mais n'a été qu'un succès décevant au box office du Tamil Nadu où il a également été vivement critiqué par la presse en raison de la faiblesse de son scénario. En revanche il a remporté un large succès public dans l'État voisin du Kerala où Vijay a une solide base de fans.

## Synopsis
Guru (Vijay), étudiant en gestion d'entreprise, est un sprinteur  qui vit avec ses amis (Santhanam et Sathyan). Dans une colonie. C'est un bon gars et un favori avec ses amis et voisins, et il est proche de son père et de sa mère (Geeta) qui vit dans un village près de Madurai. Un jour, il rencontre Abhinaya (Shreya), une fille riche et fille d'un magnat (Ashish Vidyarti) qui tombe lentement amoureux de lui en raison de sa bonne nature. Après quelques courses, les deux parents sont d'accord pour leur mariage.
Soudain, Guru commence à voir des choses qui vont se produire dans un avenir immédiat. Les médecins disent qu'il a une perception extra-sensorielle , et il a deux expériences amères à ce sujet. Juste avant que Guru et Abhi ne soient fiancés, Guru reçoit un, très inquiétant, de lui tuant Abhinaya. Un gourou brisé prend ses distances avec Abhi et s'en va à Mumbai.
Pendant ce temps, Prasad (Vijay), une image crachée de Guru, un financier et un prêteur, vient à Chennai et se heurte accidentellement à Abhi qui le prend pour Guru! Prasad, un mercenaire fait la fête avec Abhi et se fiance bientôt avec elle. Pendant ce temps, Guru sentant des ennuis, revient à Chennai pour sauver son amour de dame, ce qui conduit à la dernière torsion de l'apogée.

## Fiche technique
- Titre français : Azhagiya Thamizh Magan
- Réalisation : Bharathan
- Scénario : Bharathan
- Musique : A. R. Rahman
- Pays d'origine : Inde
- Format : Couleurs - 35 mm
- Genre : action, comédie
- Langue : Tamoul
- Durée : 171 minutes
- Date de sortie : 8 novembre 2007

## Distribution
- Vijay : Guru / Prasad
- Shriya Saran : Abhinaya
- Namitha : Dhanalakshmi
- Sayaji Shinde : le bijoutier corrompu
- Ashish Vidyarthi : Anand Chelliah
- Santhanam : ami de Guru
- 'Ganja' Karuppu : ami de Guru
- Tanikella Bharani : le père de Guru
- Geetha : la mère de Guru
- Sriman : athlète
- M.S. Bhaskar : l'entraineur de Guru
- Sathyan : ami de Guru